# Michaił Ponomariow
Michaił Aleksandrowicz Ponomariow (ros. Михаил Александрович Пономарёв, ur. 2 września 1918 we wsi Bieriozowka w guberni permskiej, zm. 30 sierpnia 2001 w Moskwie) – radziecki polityk, członek KC KPZR (1976-1989).
Od 1939 w WKP(b), w 1941 ukończył studia na Uniwersytecie Państwowym w Mołotowie (obecnie Perm), po czym został szefem wydziału politycznego stanicy maszynowo-traktorowej w obwodzie mołotowskim. 1943-1944 instruktor i zastępca kierownika wydziału Komitetu Obwodowego Komsomołu w Mołotowie, 1944-1946 I sekretarz Komitetu Obwodowego Komsomołu w Mołotowie, 1946-1947 instruktor KC Komsomołu, 1947-1951 kierownik wydziału, a 1951-1953 sekretarz Komitetu Obwodowego WKP(b)/KPZR w Mołotowie. Od listopada 1953 do listopada 1955 II sekretarz Komitetu Obwodowego KPZR w Mołotowie, od września 1955 do lutego 1959 kierownik sektora Wydziału Partyjnych Organów KC KPZR, od lutego 1959 do sierpnia 1961 I sekretarz Kałmuckiego Komitetu Obwodowego KPZR, od 9 sierpnia 1961 do 16 grudnia 1983 I sekretarz Komitetu Obwodowego KPZR we Włodzimierzu (od stycznia 1963 do grudnia 1964: Wiejskiego Komitetu Obwodowego KPZR we Włodzimierzu). Od 31 października 1961 do 24 lutego 1976 zastępca członka, a od 5 marca 1976 do 25 kwietnia 1989 członek KC KPZR. 1983-1988 zastępca przewodniczącego Komisji Kontroli Partyjnej przy KC KPZR, następnie na emeryturze. Deputowany do Rady Najwyższej ZSRR od 5 do 10 kadencji.

## Odznaczenia
- Order Lenina
- Order Rewolucji Październikowej
- Order Czerwonego Sztandaru Pracy
- Order „Znak Honoru”